# Mavia (rainha)
Mavia, (em árabe: ماوية, Māwiyya; transliterado também como Mawia, Mawai, ou Mawaiy, e algumas vezes confundido com Mania) foi uma rainha regente e guerreira árabe, que governou uma confederação de árabes semi-nômades no sul da Síria, no final do século IV. Ela liderou tropas em rebelião contra o domínio do Império Romano, cavalgando na frente de seu exército pela Fenícia e pela Palestina. Após alcançar as fronteiras do Egito dominado pelos romanos e de sucessivamente derrotar as legiões, os romanos finalmente sentaram para negociar uma trégua, com termos que ela mesma estipulou. Os romanos, posteriormente, pediriam sua ajuda quando foram atacados pelos Godos, contra quais ela enviou todo um destacamento de cavalaria.
Junto de Zenóbia é considerada uma das mais poderosas mulheres do antigo mundo árabe. O pouco que se sabe sobre sua vida vem de escritos posteriores, a maioria de Rufino de Aquileia monge, historiador e teólogo, que teria lido um trabalho de Gelásio de Cízico sobre ela. Os autores posteriores a transformaram em uma cidadã de linhagem romana e cristã, mas ela era evidentemente árabe e é possível que fosse inicialmente pagã.

## Biografia
Os ancestrais de Mavia, eram os tanuquitas, que possuíam uma longínqua afinidade com tribos árabes que emigraram do norte da península arábica um século antes de seu nascimento, devido à influência crescente do Império Sassânida na Pérsia. Seu marido era Hauari, o último rei semi-nômade da confederação tanuquita, no sul da Síria, no final do século IV. Quando ele morreu em 375 sem deixar herdeiros, foi Mavia quem assumiu o governo e o comando da confederação em uma revolta contra o domínio romano, que depois se estendeu para todo o Levante.
As razões para a revolta, acredita-se, que tenham sido religiosas. Com a morte de Hauari, o imperador romano, Valente, um ariano heterodoxo, decidiu desconsiderar os pedidos dos árabes para um bispo ortodoxo, insistindo na indicação de um ariano no lugar. Mavia se retirou de Aleppo para o deserto com seu povo, formando alianças com povos árabes do deserto e ganhando suporte por toda a região, incluindo a Síria, preparando-se para a grande batalha contra os romanos.
Não se sabe se Mavia era cristã nesta época. Alguns historiadores argumentam que foi durante suas batalhas que ela conheceu um monge asceta que a impressionou e a converteu ao cristianismo ortodoxo. Todos concordam, porém, que nas condições que ela estabeleceu para sua trégua com Roma, este mesmo monge foi indicado como bispo sobre os povos árabes.

## A revolta
Na primavera de 378, Mavia lançou uma grande revolta contra o governo central, muitas vezes comparados com aquela levantada por Zenóbia, um século antes. Suas forças, lideradas pela própria rainha, varreram a península arábica até a Palestina, chegando às fronteiras do Egito, derrotando os exércitos romanos diversas vezes. Como Mavia e seus tanuques tinham deixado a cidade de Alepo para usarem o deserto como base, os romanos não tinham um alvo civil a quem atacar em retribuição. Mavia tinha unidades extremamente móveis, usando táticas de guerrilha, com ataques surpresa e frustrando as tentativas romanas de acabar com a revolta.
Mavia e suas forças se provaram superiores às legiões romanas diversas vezes em batalha. Por um século, os povos árabes vinham lutando junto das forças do império e eram bem familiares com suas táticas, tendo derrubado facilmente o governador romando da Palestina e da Fenícia, o primeiro enviado para combater Mavia. Ela ganhou o respeito e a proteção dos povos da região, simpáticos à sua causa e toda a região estava prestes a cair sob o comando da rainha e seus guerreiros.
Um segundo exército, liderado pelo comandante do oriente em pessoa, foi enviado para encontrar as tropas de Mavia em campo. Pessoalmente liderando suas tropas, Mavia se provou não apenas uma hábil líder política, mas também uma forte estrategista. Suas forças, usando as técnicas de batalha romanas, combinadas com seus métodos tradicionais, aliados a uma pesada cavalaria de lanças longas, tiveram um efeito devastador sobre os romanos. Eles foram novamente derrotados e desta vez não tinham tropas nativas adicionais na região para auxiliá-los, como quando enfrentaram Zenóbia. O imperador Valente não teve outra escolha se não capitular e buscar uma trégua e um acordo de paz.

## Últimos anos
Moisés foi apontado como o primeiro bispo árabe para os povos árabes e uma incipiente igreja começou a emergir no leste do império romano, atraindo muitos tanuquitas da região da Mesopotâmia. Mavia também conseguiu recobrar o status de aliado e os privilégios que os tanuquitas tinham antes do reinado do imperador Juliano. Com o fim das revoltas, a filha de Mavia, princesa Chasidat, casou-se com um devoto comandante niceno do exército romano, Flávio Vitor, para selar a aliança. A paz, porém, durou pouco.
Como parte do acordo de trégua, Mavia deveria enviar forças à Trácia, para ajudar os romanos na luta contra os godos. Suas forças se provaram pouco efetivas fora de seu território e os godos empurraram as forças romanas de volta para Constantinopla, matando o imperador Valente no processo. As tropas de Mavia voltaram para casa, machucadas e em menor número. O novo imperador, Teodósio II, favoreceu os godos em sua ascensão, dando-lhes vários cargos na administração do império, desfavorecendo inúmeros administradores árabes. Depois de mostrar lealdade ao império, os árabes se sentiram traídos e se ergueram em uma nova revolta em 383. Esta revolta foi rapidamente terminada e a aliança entre tanuquitas e Roma terminou, com o império favorecendo outra confederação, os Salīḥ.
Não se sabe se Mavia comandou esta segunda revolta, nem mesmo se há alguma menção à sua liderança. Se sabe que ela morreu em Anasarta, a leste de Alepo, no coração do território tribal tanuquita, onde há uma inscrição que menciona sua morte em 425.